# Natação no Campeonato Europeu de Esportes Aquáticos de 2016 - 200 m costas feminino
A prova dos 200 metros costas feminino da natação no Campeonato Europeu de Esportes Aquáticos de 2016 ocorreu nos dias 16 e 17 de maio em Londres, no Reino Unido. 

## Calendário
| Fase          | Data       | Hora  |
| ------------- | ---------- | ----- |
| Eliminatórias | 16 de maio | 11:28 |
| Semifinal     | 16 de maio | 18:52 |
| Final         | 17 de maio | 19:08 |

Todos os horários estão no horário local (UTC+0)

## Recordes
Antes desta competição, os recordes eram os seguintes:
| Recorde mundial       | Missy Franklin      | 2:04.06 | Londres | 28 de julho de 2012  |
| Recorde europeu       | Anastasia Zuyeva    | 2:04.94 | Roma    | 1 de agosto de 2009  |
| Recorde do campeonato | Krisztina Egerszegi | 2:06.62 | Atenas  | 22 de agosto de 1991 |

## Medalhistas
| Ouro                 | Prata               | Bronze                |
| Katinka Hosszú (HUN) | Daryna Zevina (UKR) | Matea Samardžić (CRO) |

## Resultados

### Eliminatórias
Esses foram os resultados das eliminatórias. 
| Pos. | Bateria | Raia | Nadadora                | Nacionalidade | Tempo   | Notas |
| ---- | ------- | ---- | ----------------------- | ------------- | ------- | ----- |
| 1    | 4       | 4    | Katinka Hosszú          | Hungria       | 2:08.44 | Q     |
| 2    | 2       | 5    | Daryna Zevina           | Ucrânia       | 2:09.90 | Q     |
| 3    | 3       | 8    | Ekaterina Avramova      | Turquia       | 2:11.21 | Q     |
| 4    | 3       | 5    | Matea Samardžić         | Croácia       | 2:11.25 | Q     |
| 5    | 3       | 4    | Eygló Ósk Gústafsdóttir | Islândia      | 2:11.30 | Q     |
| 6    | 4       | 5    | Margherita Panziera     | Itália        | 2:11.45 | Q     |
| 7    | 2       | 3    | Simona Baumrtová        | Chéquia       | 2:11.53 | Q     |
| 8    | 4       | 6    | Kata Burián             | Hungria       | 2:11.92 | Q     |
| 9    | 3       | 6    | Réka György             | Hungria       | 2:12.24 |       |
| 10   | 3       | 3    | Alicja Tchórz           | Polónia       | 2:12.87 |       |
| 11   | 2       | 2    | Zülal Zeren             | Turquia       | 2:12.99 | Q     |
| 12   | 4       | 3    | Africa Zamorano         | Espanha       | 2:13.03 | Q     |
| 13   | 4       | 7    | Kathleen Dawson         | Reino Unido   | 2:13.24 | Q     |
| 14   | 4       | 2    | Charlotte Evans         | Reino Unido   | 2:13.35 | Q     |
| 14   | 3       | 7    | Ugnė Mažutaitytė        | Lituânia      | 2:13.35 | Q     |
| 16   | 2       | 6    | Maxine Wolters          | Alemanha      | 2:13.57 | Q     |
| 17   | 2       | 4    | Irina Prikhodko         | Rússia        | 2:13.77 | Q     |
| 18   | 2       | 1    | Henriette Stenkvist     | Suécia        | 2:15.26 |       |
| 19   | 1       | 5    | Věra Kopřivová          | Chéquia       | 2:15.40 |       |
| 20   | 3       | 2    | Camille Gheorghiu       | França        | 2:15.90 |       |
| 21   | 2       | 7    | Martina van Berkel      | Suíça         | 2:15.97 |       |
| 22   | 3       | 0    | Karolína Hájková        | Eslováquia    | 2:16.26 |       |
| 23   | 4       | 9    | Alina Kendzior          | Estónia       | 2:16.58 |       |
| 24   | 2       | 8    | Karin Tomečková         | Eslováquia    | 2:16.67 |       |
| 25   | 4       | 0    | Tereza Grusová          | Chéquia       | 2:16.75 |       |
| 26   | 4       | 1    | Tatiana Salcutan        | Moldávia      | 2:17.59 |       |
| 27   | 2       | 0    | Francisca Azevedo       | Portugal      | 2:19.31 |       |
| 28   | 3       | 1    | Jördis Steinegger       | Áustria       | 2:20.33 |       |
| 29   | 4       | 8    | Ludwika Szynal          | Polónia       | 2:20.61 |       |
| 30   | 1       | 4    | Danielle Hill           | Irlanda       | 2:21.55 |       |
| 31   | 1       | 3    | Signhild Joensen        | Ilhas Feroé   | 2:21.58 |       |
| 32   | 3       | 9    | Kätlin Sepp             | Estónia       | 2:22.67 |       |
| 33   | 1       | 6    | Eline van den Bossche   | Luxemburgo    | 2:23.65 |       |
| 34   | 2       | 9    | Tatiana Perstniova      | Moldávia      | 2:25.11 |       |

### Semifinal
Esses foram os resultados das semifinais. 
Semifinal 1
| Pos. | Raia | Nadadora            | Nacionalidade | Tempo   | Notas |
| ---- | ---- | ------------------- | ------------- | ------- | ----- |
| 1    | 4    | Daryna Zevina       | Ucrânia       | 2:08.66 | Q     |
| 2    | 5    | Matea Samardžić     | Croácia       | 2:09.87 | Q     |
| 3    | 6    | Kata Burián         | Hungria       | 2:10.83 | Q     |
| 4    | 2    | Zülal Zeren         | Turquia       | 2:11.71 | Q     |
| 5    | 3    | Margherita Panziera | Itália        | 2:11.80 |       |
| 6    | 7    | Kathleen Dawson     | Reino Unido   | 2:11.81 |       |
| 7    | 8    | Irina Prikhodko     | Rússia        | 2:12.05 |       |
| 8    | 1    | Charlotte Evans     | Reino Unido   | 2:13.15 |       |

Semifinal 2
| Pos. | Raia | Nadadora                | Nacionalidade | Tempo   | Notas |
| ---- | ---- | ----------------------- | ------------- | ------- | ----- |
| 1    | 4    | Katinka Hosszú          | Hungria       | 2:09.98 | Q     |
| 2    | 3    | Eygló Ósk Gústafsdóttir | Islândia      | 2:10.87 | Q     |
| 3    | 6    | Simona Baumrtová        | Chéquia       | 2:11.26 | Q     |
| 4    | 2    | Alicja Tchórz           | Polónia       | 2:11.63 | Q     |
| 5    | 7    | Africa Zamorano         | Espanha       | 2:11.96 |       |
| 6    | 5    | Ekaterina Avramova      | Turquia       | 2:12.11 |       |
| 7    | 8    | Maxine Wolters          | Alemanha      | 2:12.55 |       |
| 8    | 1    | Ugnė Mažutaitytė        | Lituânia      | 2:13.25 |       |

### Final
Esse foi o resultado da final. 
| Pos.              | Raia | Nadadora                | Nacionalidade | Tempo   | Notas |
| ----------------- | ---- | ----------------------- | ------------- | ------- | ----- |
| Medalha de ouro   | 3    | Katinka Hosszú          | Hungria       | 2:07.01 |       |
| Medalha de prata  | 4    | Daryna Zevina           | Ucrânia       | 2:07.48 |       |
| Medalha de bronze | 5    | Matea Samardžić         | Croácia       | 2:09.24 |       |
| 4                 | 6    | Kata Burián             | Hungria       | 2:10.17 |       |
| 5                 | 7    | Simona Baumrtová        | Chéquia       | 2:10.57 |       |
| 6                 | 2    | Eygló Ósk Gústafsdóttir | Islândia      | 2:11.03 |       |
| 7                 | 8    | Zülal Zeren             | Turquia       | 2:11.91 |       |
| 8                 | 1    | Alicja Tchórz           | Polónia       | 2:13.48 |       |

Legenda
| Recorde mundial       | Recorde mundial (World record)               |                       | Recorde africano                      | Recorde africano (African) |                                           | Q | Classificado por posição (Qualified) |
| Recorde do campeonato | Recorde do campeonato (Championship record)  | Recorde da América    | Recorde da América (Americas)         | q                          | Classificado por melhor tempo (Qualified) |   |                                      |
| Melhor marca do ano   | Melhor marca do ano (World leading)          | Recorde asiático      | Recorde asiático (Asian)              | DNS                        | Não largou (Did not start)                |   |                                      |
| Recorde nacional      | Recorde nacional (National record)           | Recorde europeu       | Recorde europeu (European)            | DNF                        | Não terminou (Did not finish)             |   |                                      |
| Recorde pessoal       | Recorde pessoal do atleta (Personal best)    | Recorde da Oceania    | Recorde da Oceania (Oceania)          | DSQ / DQ                   | Desclassificado (Disqualified)            |   |                                      |
| Recorde da temporada  | Recorde da temporada do atleta (Season best) | Recorde sul-americano | Recorde sul-americano (South America) | NM                         | Sem marca (No mark)                       |   |                                      |